# Корнюкопія (Вісконсин)
Корнюкопія (англ. Cornucopia) — переписна місцевість (CDP) в США, в окрузі Бейфілд штату Вісконсин. Населення — 103 особи (2020).

## Географія
Корнюкопія розташована за координатами 46°51′24″ пн. ш. 91°6′29″ зх. д. / 46.85667° пн. ш. 91.10806° зх. д. (46.856681, -91.108144).  За даними Бюро перепису населення США в 2010 році переписна місцевість мала площу 5,86 км², уся площа — суходіл.

## Демографія
Згідно з переписом 2010 року, у переписній місцевості мешкало 98 осіб у 56 домогосподарствах у складі 29 родин. Густота населення становила 17 осіб/км².  Було 150 помешкань (26/км²).
Расовий склад населення:
| - 92,9 % — білих - 1,0 % — корінних американців - 1,0 % — осіб інших рас |

До двох чи більше рас належало 5,1 %. Частка іспаномовних становила 0,0 % від усіх жителів.
За віковим діапазоном населення розподілялося таким чином: 5,1 % — особи молодші 18 років, 60,2 % — особи у віці 18—64 років, 34,7 % — особи у віці 65 років та старші. Медіана віку мешканця становила 59,7 року. На 100 осіб жіночої статі у переписній місцевості припадало 92,2 чоловіків;  на 100 жінок у віці від 18 років та старших — 89,8 чоловіків також старших 18 років.
Середній дохід на одне домашнє господарство  становив 55 853 долари США (медіана — 45 625), а середній дохід на одну сім'ю — 80 958 доларів (медіана — 63 750). За межею бідності перебувало 9,7 % осіб, у тому числі 0,0 % дітей у віці до 18 років та 2,9 % осіб у віці 65 років та старших.
Цивільне працевлаштоване населення становило 48 осіб. Основні галузі зайнятості: мистецтво, розваги та відпочинок — 37,5 %, сільське господарство, лісництво, риболовля — 12,5 %, транспорт — 10,4 %, освіта, охорона здоров'я та соціальна допомога — 10,4 %.